# 페테르 팔치크
페테르 팔치크(히브리어: פיטר פלצ'יק‎, 1992년 1월 4일~)는 이스라엘의 유도 선수이다. 2020년 하계 올림픽에서 혼성 단체전에서 동메달을 획득했다.